# Kertemindegade
Kertemindegade er en gade beliggende på Østerbro i København. Gaden løber mellem Strandboulevarden og Vordingborggade.

## Baggrund og navngivning
Gaden er opkaldt efter den fynske købstad Kerteminde, og navnet indgår i den typiske navngivning på Østerbro, hvor mange gader er opkaldt efter danske provinsbyer. Kertemindegade blev anlagt omkring 1900.

## Bebyggelse og institutioner
Et markant bygningsværk i gaden er Vibenshus Skole, som blev opført før selve gadeanlægget og indviet i 1892. Skolen er tegnet af Københavns stadsarkitekt Ludvig Fenger (1833–1905).